# Zeche Adler (Essen)
Die Zeche Adler war ein Steinkohlen-Bergwerk in Essen.

## Bergwerksgeschichte
Unter dem Namen Adler Bergbaugesellschaft mbH wurden 1906 mehrere stillliegende Bergbaugesellschaften und deren Berechtsame im Gebiet um Kupferdreh erworben. Im Deilbachtal im Felde Ver. Petersburg wurde von 1906 bis 1908 ein Tiefbauschacht niedergebracht. Über diesem Schacht wurde ein gemauerter Förderturm errichtet.
Noch während des Abteufens des Hauptschachtes Adler 1 wurden bereits mehrere tonnlägige (= schräge) Schächte in Betrieb genommen, um teilweise schon die Förderung in Angriff zu nehmen und andererseits die Bewetterung der Grubenbaue sicherzustellen. Nach Fertigstellung des Förderschachtes wurde einer der tonnlägigen Schächte als Schacht 2 weitergeführt. Die anderen beiden wurden im Nachhinein abgeworfen.
1908 wurde auf der Schachtanlage Adler 1/2 eine Brikettfabrik in Betrieb genommen.
1909 und 1910 wurden auf dem direkt an das neue Zechengelände anschließenden alten Zechengelände Ver. Petersburg die Schächte 1 und 2 wiederaufgewältigt. Der alte Förderschacht Petersburg 1 wurde als Adler 3 geführt, während Schacht Petersburg 2 nur als Wettergesenk geführt wurde. 1912 erreichte die Förderung 310.000 t Anthrazitkohle jährlich.
Nach dem Ersten Weltkrieg wurde die Bergwerksgesellschaft Adler mbH in eine Aktiengesellschaft umgewandelt. Diese erwarb ab 1922 zunehmend Grubenfeldbesitz und andere Bergwerksbetriebe, so die Zeche Steingatt, die Zeche Vereinigte Charlotte, die Zeche Johann Deimelsberg als auch die Zeche Centrum 4/6. Trotzdem musste die Zeche bereits 1925 absatzbedingt die Förderung einstellen. Durch Kapitalzuschuss der Aktionäre konnte der Betrieb noch einmal wiederaufgenommen werden.
Der Wasserzufluss aus einer benachbarten stillgelegten alten Anlage führte aber wieder zu Betriebsstörungen, so dass die Adler Bergbau AG liquidieren musste. 1929 wurde der gesamte Bergwerksbesitz an die Gewerkschaft Heinrich verkauft.
Diese legte die Zeche Adler 1930 still. Die Brikettfabrik wurde im Folgejahr stillgelegt.

## Heutige Nutzung
Die Anlagen wurden komplett abgebrochen. Das heute industriell genutzte Gelände lässt keine Spuren der bergbaulichen Nutzung mehr erkennen. Ein ehemaliges Betriebsgebäude der Zeche Adler war bis zu seinem Abbruch im März 2011 erhalten und stand gegenüber der ehemaligen Zechenverwaltung in der Straße Deilbachtal.